# 松园站
松园站（德語：U-Bahnhof Kieferngarten）是慕尼黑地铁6号线位于施瓦宾-弗莱曼的一座车站，位于弗莱曼站和弗吕马宁站之间。